# Rubor lavanda
Rubor lavanda se trata de color rosado pálido, es considerado un matiz del color lavanda como también del violeta. 